# Edward O'Hare
Edward Henry "Butch" O'Hare (Chicago, 13 maart 1914 - Stille Zuidzee, 26 november 1943) was een Iers-Amerikaanse gevechtspiloot bij de Amerikaanse marine die diende in de Tweede Wereldoorlog. Hij werd landelijk bekend door een gevechtsactie op 20 februari 1942, waarbij hij in z'n eentje een formatie van negen Japanse bommenwerpers aanviel die het vliegdekschip USS Lexington bedreigden. Ondanks de beperkte hoeveelheid munitie waarover zijn toestel beschikte, wist hij meerdere hiervan neer te schieten of te beschadigen. Hem werd aanvankelijk het neerhalen van vijf vijandelijke toestellen toegerekend, dit maakte van hem de eerste Amerikaanse marine-gevechtspiloot die daarmee het etiket Aas (Ace) kreeg.
O'Hare verdween op 26 november 1943, toen hij leiding gaf aan de allereerste, vanaf een vliegdekschip gelanceerde, nachtelijke operatie. Tijdens de vlucht volgde een confrontatie met Japanse torpedobommenwerpers. Gedurende dit treffen werd O'Hare geraakt en stortte neer; zijn vliegtuig, noch zijn stoffelijk overschot werden  gevonden. In 1945 werd een mijnenjager van de Amerikaanse marine, de DD-889 USS O'Hare, naar hem vernoemd. Na de oorlog werd hij geëerd met de vernoeming van het vliegveld van Chicago, dat nog altijd "O'Hare International Airport" heet.

## Levensloop
O'Hare werd in 1914 geboren als zoon van Edward Joseph O'Hare en diens vrouw Selma. De twee scheidden van elkaar in 1927 waarna Edward bij zijn moeder bleef wonen. Zijn vader was advocaat en werkte een tijdlang samen met maffiabaas Al Capone.  Hij getuigde echter tegen Capone in diens proces voor belastingontduiking en hielp de Amerikaanse justitie bij zijn veroordeling. In 1939 werd O'Hare's vader vermoord, waarschijnlijk in opdracht van Al Capone, die zelf enkele weken na de aanslag vrij kwam. Het was mogelijkerwijs een afrekening voor het feit dat O'Hare senior als advocaat voor Capone had gewerkt, maar vervolgens had bijgedragen aan diens veroordeling.
"Butch" O'Hare volgde een militaire opleiding bij de Western Military Academy in Alton, Illinois, waar hij in 1932 afstudeerde. Hij volgde vervolgens de United States Naval Academy en slaagde daar in 1937. Na enkele jaren op marineschepen gediend te hebben, begon hij in 1939 met zijn vliegersopleiding, die hij in mei 1940 afrondde. Hij werd toegewezen aan het Fighter Squadron Three (VF-3) dat op het vliegdekschip USS Saratoga gestationeerd was en vloog aanvankelijk met de F2A "Buffalo" jager. In dienst bij dit squadron leerde hij John Thach kennen, die later beroemd zou worden als de uitvinder van de tactische manoeuvre "Thach weave", die hij samen met O'Hare uittestte tegen Japanse vliegers.
Na de aanval op Pearl Harbor werd O'Hare overgeplaatst naar de USS Lexington omdat de Saratoga schade had opgelopen door een onderzeebootaanval, hij kwam hier op 31 januari 1942 aan boord.

## Het luchtgevecht
De actie waar O'Hare beroemd door zou worden, vond plaats op 20 februari 1942 toen O'Hare en zijn wingman Marion "Duff" Dufilho de enige twee piloten waren die zich reeds in de lucht bevonden toen een groep Japanse bommenwerpers de Lexington aanviel. Dufilho's mitrailleurs blokkeerden, waardoor O'Hare het in zijn eentje tegen de Japanse "Betty" bommenwerpers moest opnemen. Hij was uitermate succesvol en wist zeker drie aanvallers neer te halen, hoewel hij na de actie vijf neergeschoten tegenstanders op zijn naam kreeg. 
De bommenwerpers die wel tot aan de Lexington kwamen, wisten tien bommen van 250 kg af te werpen, maar misten hun doel waardoor de aanval een mislukking werd. O'Hare werd tijdens het landen nog bijna het slachtoffer van vriendelijk vuur, toen de boordschutters van de Lexington hem voor een vijandelijk toestel aanzagen. Hij landde uiteindelijk ongeschonden, op een enkel kogelgat in de vleugel van zijn Wildcat na.

## Na het luchtgevecht
Het "redden" van de USS Lexington maakte van O'Hare de eerste held van de Amerikaanse marine, in een tijd dat de Amerikanen dat goed konden gebruiken om het moreel te ondersteunen. Op 21 april kreeg O'Hare uit handen van Roosevelt de Medal of Honor, Amerika's hoogste onderscheiding. Vanaf juni dat jaar werd O'Hare ingezet voor het opleiden van jonge gevechtspiloten met als basis Maui in Hawaii, pas in 1943 zou hij weer in actieve gevechtsdienst terugkeren.

## O'Hares dood
Edward O'Hare vloog in november 1943 's nachts boven zee om een aanval van Japanse torpedobommenwerpers af te slaan. In formatie met een, met radar uitgeruste, Grumman TBF Avenger was het idee om de radarloze Hellcat-jagers naar de Japanse toestellen te leiden om deze aan te vallen zodra er visueel contact kon worden gemaakt. Tijdens de voorbereidingen voor de aanval, werd achter O'Hare's toestel een Japans toestel gespot door de staartschutter van de Avenger, die daarop het vuur opende. De schutters van de Japanse bommenwerpers vuurden terug waarbij O'Hare waarschijnlijk geraakt werd in het kruisvuur. Zijn toestel boog langzaam af en er kwam geen antwoord over de radio, kort daarna stortte O'Hare in zee; zijn lichaam is nooit teruggevonden.